# Observatoire en réseau de l'aménagement du territoire européen
L’Observatoire en réseau de l'aménagement du territoire européen (ou ORATE), en anglais European Observation Network for Territorial Development and Cohesion (ESPON), est un programme de la politique régionale européenne. Il fait plus précisément partie de l’objectif « coopération territoriale européenne » et est cofinancé par le Fonds européen de développement régional (Feder). 
Afin d’assurer un développement harmonieux du territoire européen dans le cadre de l’objectif de cohésion territoriale, ce programme fournit des recommandations aux décideurs politiques européens.
Pour ce faire, il met à disposition des informations et des analyses comparables des régions européennes ainsi que des scénarios des dynamiques territoriales. Il contribue ainsi à mettre en lumière le capital territorial et les potentiels de développement des régions et de l’espace européen.
Le programme ESPON 2020 en cours est dirigé par les 28 États membres de l'Union européenne, ainsi que par l’Islande, le Liechtenstein, la Norvège et la Suisse et avec la Commission européenne.

## Voir également